# Philip Mestdagh
Philip Mestdagh (26 gennaio 1963) è un allenatore di pallacanestro belga.
È il padre di Kim e Hanne Mestdagh.

## Carriera
Ha guidato il Belgio ai Giochi olimpici di Tokyo 2020.